# Stenodyneriellus soikai
Stenodyneriellus soikai är en stekelart som beskrevs av Borsato 2003. Stenodyneriellus soikai ingår i släktet Stenodyneriellus och familjen Eumenidae. Inga underarter finns listade i Catalogue of Life.